# Lance Henriksen

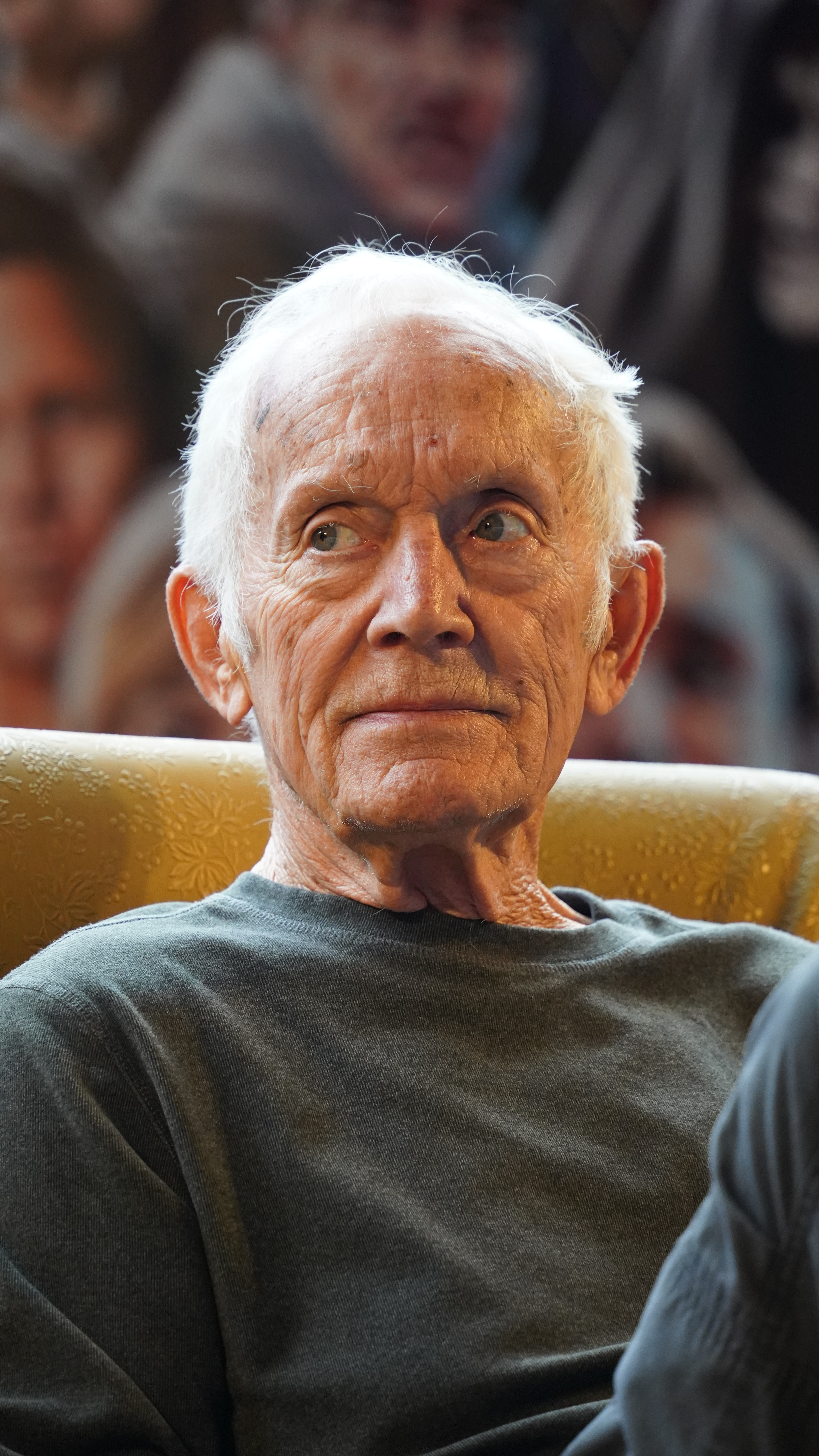
Lance Henriksen (2023)

Lance Henriksen (* 5. Mai 1940 in New York City) ist ein US-amerikanischer Schauspieler.

## Leben und Werk
Henriksen diente minderjährig drei Jahre in der US Navy, dann absolvierte er das New Yorker Actor’s Studio und debütierte in einem Off-Broadway-Theater in dem Stück Three Plays of the Sea von Eugene O’Neill. Er ist seit seinem Auftritt im Film Hundstage (1975) mit Al Pacino bekannt. Henriksen sollte im Jahr 1984 ursprünglich den Terminator in James Camerons Terminator spielen, jedoch bekam schließlich Arnold Schwarzenegger die Rolle und Henriksen spielte einen Polizisten. Zwei Jahre später arbeitete er erneut mit Cameron zusammen und verkörperte in dem Film Aliens – Die Rückkehr einen Androiden, den er auch kurz 1992 in David Finchers Alien³ spielte. Im Film Jennifer 8 (1992) spielte er neben Andy García und Uma Thurman und in Schneller als der Tod (1995) spielte er neben Sharon Stone, Gene Hackman und Russell Crowe.
Er war ebenfalls in der Fernsehserie Millennium aus den Jahren 1996 bis 1999 zu sehen, wo er den ehemaligen FBI-Agenten Frank Black spielte. Für diese Rolle wurde Henriksen in den Jahren 1997, 1998 und 1999 für den Golden Globe Award und in den Jahren 1997 und 1999 für den Saturn Award nominiert. Im Jahr 2005 trat er in einer Folge der von Steven Spielberg produzierten Fernsehserie Into the West – In den Westen auf.
Vor allem durch seine zahlreichen Auftritte im Bereich des phantastischen Films erreichte er eine große Fangemeinde. Sein Schaffen umfasst mehr als 150 Film- und Fernsehproduktionen.
Im Jahr 2009 wurde Henriksen bei den Saturn Awards mit dem Life Career Award ausgezeichnet.

### Privates
Henriksen lebt in Südkalifornien, er ist in der Freizeit Amateurmaler und Keramiker. In den Jahren 1985 bis 1988 war er mit Mary Jane Evans verheiratet, 1995 heiratete er Jane Pollack. Er ist Vater von zwei Kindern. Am 5. Mai 2011 veröffentlichte er seine Autobiografie Not Bad for a Human, benannt nach seiner letzten Dialogzeile in Aliens – Die Rückkehr.

## Filmografie (Auswahl)
- 1961: Der Außenseiter (The Outsider)
- 1972: It Ain’t Easy
- 1973: Emperor of the North Pole
- 1974: To Kill the King
- 1975: Hundstage (Dog Day Afternoon)
- 1976: Return to Earth (Fernsehfilm)
- 1976: Das Haus mit dem Folterkeller (Mansion of the Doomed)
- 1976: Der nächste Mann (The Next Man)
- 1976: Network
- 1977: Unheimliche Begegnung der dritten Art (Close Encounters of the Third Kind)
- 1978: Damien – Omen II
- 1979: Die Außerirdischen (The Visitor)
- 1980: B.A.D. Cats (Fernsehserie)
- 1980: Ryan’s Hope (Fernsehserie)
- 1981: Fliegende Killer – Piranha II (Piranha Part Two: The Spawning)
- 1981: The Dark End of the Street
- 1981: Prince of the City (Prince of the City)
- 1982: A Question of Honor
- 1983: Verfolgt bis in den Tod (Blood Feud, Fernsehfilm)
- 1983: Alpträume (Nightmares)
- 1983: Der Stoff, aus dem die Helden sind (The Right Stuff)
- 1984: Das A-Team (The A-Team, Fernsehserie)
- 1984: Trio mit vier Fäusten (Riptide, Fernsehserie)
- 1984: Legmen (Fernsehserie)
- 1984: Cagney & Lacey (Fernsehserie)
- 1984: Terminator (The Terminator)
- 1984: Hardcastle & McCormick (Fernsehserie)
- 1985: Das Messer (Jagged Edge)
- 1985: Nacht der Vergeltung (Streets of Justice, Fernsehfilm)
- 1985: Die Hyänen (Savage Dawn), anderer Titel Scraper
- 1986: Aliens – Die Rückkehr (Aliens)
- 1986: Der einsame Kämpfer (Choke Canyon)
- 1987: Near Dark – Die Nacht hat ihren Preis (Near Dark)
- 1988: Martini Ranch – Reach (Musikvideo)
- 1988: Tödliche Gier (Deadly Intent)
- 1988: Das Halloween Monster (Pumpkinhead)
- 1989: Mörderischer Irrtum (Hit List)
- 1989: House 3 – Der Fluch des Massenmörders (The Horror Show)
- 1989: Johnny Handsome – Der schöne Johnny (Johnny Handsome)
- 1989: Camp der verlorenen Teufel (Survival Quest)
- 1989: Die Schöne und das Biest (The Beauty and the Beast, Fernsehserie, 1 Folge)
- 1990: Meister des Grauens (The Pit and the Pendulum)
- 1991: The Last Samurai
- 1991: Black Berets – Zum Sterben geboren (Comrades in Arms)
- 1991: Drei Wege in den Tod (Two-Fisted Tales, Fernsehfilm)
- 1991: Stone Cold – Kalt wie Stein (Stone Cold)
- 1991: Reason for Living: The Jill Ireland Story
- 1991: Geschichten aus der Gruft (Tales from the Crypt, Fernsehserie)
- 1991: Delta Heat – Erbarmungslose Jagd (Delta Heat)
- 1992: Alien 3 (Alien³)
- 1992: The Criminal Mind
- 1992: Jennifer 8 (Jennifer Eight)
- 1993: The Outfit
- 1993: Excessive Force – Im Sumpf der Gewalt (Excessive Force)
- 1993: Super Mario Bros.
- 1993: Harte Ziele (Hard Target)
- 1993: The Criminal Mind
- 1993: Cyborg Warriors (Knights)
- 1993: Killing Dog (Man’s Best Friend)
- 1994: Agentin wider Willen (Spitfire)
- 1994: Heißer Asphalt (Boulevard)
- 1994: Flucht aus Absolom (No Escape)
- 1994: Color of Night
- 1994: Firehawk – Operation Intercept (Aurora: Operation Intercept)
- 1995: Bad Heat – Highway des Todes (The Nature of the Beast)
- 1995: Mindripper (The Outpost)
- 1995: Bad Guys (Baja)
- 1995: Firehawk – Operation Intercept (Aurora: Operation Intercept)
- 1995: Das letzte Duell (Gunfighter’s Moon)
- 1995: Schneller als der Tod (The Quick and the Dead)
- 1995: Dead Man
- 1995: Powder
- 1996: Last Assassins (Dusting Cliff 7)
- 1996: Die CIA-Verschwörung (Felony)
- 1996: Der Kuß des Killers (Profiler for Murder)
- 1996–1999: Millennium – Fürchte deinen Nächsten wie Dich selbst (Millennium, Fernsehserie)
- 1997: Running out II – Der Countdown läuft weiter (No Contest 2)
- 1998: Abraham Lincoln – Die Ermordung des Präsidenten (The Day Lincoln Was Shot)
- 1999: Virtual Reality – Kampf ums Überleben: Kriegsspiele (Harsh Realm, Fernsehserie)
- 1999: Akte X (The X-Files, Fernsehserie)
- 1999: Tarzan (Stimme)
- 2000: Scream 3
- 2001: The Legend of Tarzan (Fernsehserie, Stimme)
- 2001: The Mangler 2
- 2001: Demons on Canvas
- 2001: Lost Voyage – Das Geisterschiff (Lost Voyage)
- 2001: The Untold – Blutrache der Bestie (The Untold)
- 2002: Unspeakable
- 2002: Antibody (Video)
- 2003: The Last Cowboy (Fernsehfilm)
- 2003: The Invitation
- 2003: Mimic 3: Sentinel (Mimic: Sentinel)
- 2003: Rapid Exchange
- 2004: One Point Zero – Du bist programmiert (One Point 0)
- 2004: Out for Blood
- 2004: Modigliani
- 2004: Evel Knievel (Fernsehfilm)
- 2004: Madhouse – Der Wahnsinn beginnt (Madhouse)
- 2004: Alien vs. Predator
- 2004: Keep Right
- 2004: Starkweather
- 2004: Dream Warrior
- 2005: Super Robot Monkey Team Hyperforce Go! (Fernsehserie, Stimme)
- 2005: Die Reiter der Apokalypse (The Garden)
- 2005: Into the West (Fernsehserie)
- 2005: Tarzan 2 (Stimme)
- 2005: A Message from Fallujah
- 2005: Supernova – Wenn die Sonne explodiert (Supernova, Fernsehfilm)
- 2005: Hellraiser: Hellworld (Video)
- 2005: IGPX: Immortal Grand Prix (Fernsehserie)
- 2005: The Chosen One
- 2005: House at the End of the Drive
- 2006: Unbekannter Anrufer (When a Stranger Calls, Stimme)
- 2006: Superman: Brainiac Attacks (Stimme)
- 2006: Abominable
- 2006: Sasquatch Mountain
- 2006: Die letzten Tempelritter – Der Schatz des Christentums (The Da Vinci Treasure)
- 2006: Bone Dry
- 2006: Pumpkinhead: Asche zu Asche (Pumpkinhead: Ashes to Ashes)
- 2006: Pirates of Treasure Island
- 2006: Pumpkinhead: Blutfehde (Pumpkinhead: Blood Feud)
- 2008: Deadwater
- 2008: Deathly Weapon
- 2008: Appaloosa
- 2008: Alone in the Dark II
- 2008: Dark Reel
- 2008–2009: D.E.A. – Die Drogencops (Sprecher)
- 2009: Navy CIS
- 2009: Screamers: The Hunting
- 2009: Jennifer’s Body – Jungs nach ihrem Geschmack (Jennifer’s Body)
- 2009: The Lost Island
- 2009: Nightmares in Red, White and Blue
- 2010: Castle (Fernsehserie, Episode 3x09 Akte X)
- 2011: Monster Brawl (Stimme)
- 2011: Die Hexen von Oz (The Witches of Oz, Miniserie)
- 2011: Scream of the Banshee (Fernsehfilm)
- 2012–2013: TRON: Der Aufstand (Tron: Uprising, Zeichentrickserie, Stimme, 16 Episoden)
- 2013: Hannibal (Fernsehserie)
- 2013: Phantom
- 2013: Blood Shot
- 2014: Evils - Haus der toten Kinder (Dark Awakening)
- 2014: Garm Wars – Der letzte Druide (Garm Wars: The Last Druid)
- 2015–2017: The Blacklist (Fernsehserie, 5 Episoden)
- 2015: Stung
- 2015: Harbinger Down
- 2015: Frei wie der Wind (Spirit Riders)
- 2016: Criminal Minds (Fernsehserie, Staffel 11 Folge 18: Die rote Tür)
- 2016: Cut to the Chase
- 2016: Daylight’s End
- 2016: The Sector
- 2016: The Morning the Sun Fell Down
- 2016: The Unwilling
- 2016: Lake Eerie
- 2017: Needlestick
- 2017: Mom and Dad
- 2017: Legends of Tomorrow (Fernsehserie, Staffel 2 Folge 5: Die Bombe im Weißen Haus)
- 2020: Falling
- 2022: The Artifice Girl
- 2024: Altered Reality

## Videospiele
- 2002: Run Like Hell
- 2002: Red Faction II
- 2003: Four Horsemen of the Apocalypse
- 2005: Gun
- 2007: Mass Effect (Stimme für Admiral Steven Hackett)
- 2009: Call of Duty: Modern Warfare 2 (Stimme für Gen. Shepherd)
- 2010: Mass Effect 2 (Stimme für Admiral Hackett)
- 2010: Aliens vs. Predator (Stimme für Karl Bishop Weyland)
- 2012: Mass Effect 3 (Stimme für Admiral Hackett)
- 2013: Aliens: Colonial Marines (Stimme für Bishop)
- 2013: Metro: Last Light
- 2014: Star Citizen (Stimme im MISC Freelancer Commercial)
- 2018: Detroit: Become Human (Rolle des Carl Manfred)
- 2022: The Quarry (Rolle des Jedediah Hackett)